# John Powell
John Powell (18 de Setembro de 1963) é um compositor, maestro e produtor inglês de trilhas sonoras.
Inicialmente treinou como violinista enquanto criança antes de estudar em Trinity College of Music de Londres. Mais tarde, se aventurou nos ritmos de jazz e rock tocando numa banda de soul "The Fabulistics". Durante a faculdade, compôs músicas para comerciais enquanto realizou trabalho como assistente do compositor Patrick Doyle em diversos filmes, incluindo Much Ado About Nothing.
Em 1995, ele co-fundou em Londres a produtora Independently Thinking Music com intuito de produzir músicas para mais de cem comerciais e filmes independentes ingleses e franceses. 
Desde que se mudou para os Estados Unidos em 1997, Powell se tornou uma escolha popular para filmes de comédia e ação, incluindo Face/Off, Chicken Run, Shrek, The Bourne Identity, The Bourne Supremacy, Robots, Ice Age: The Meltdown, X-Men: The Last Stand, United 93, Happy Feet, The Bourne Ultimatum e Jumper.
Em 2008 compôs músicas para o filme de animação da Blue Sky Studios Horton Hears a Who!,  Hancock e compôs a música do filme de animação da DreamWorks Kung Fu Panda junto com Hans Zimmer. Em novembro, para os estúdios da Walt Disney Pictures compôs a música para o filme de animação Bolt.
Em 2010 compôs para o filme de animação How to Train Your Dragon, e os filmes Green Zone e Knight and Day, ambos do diretor Paul Greengrass.
Em 2011 foi indicado ao Oscar pela trilha que compôs um ano antes, How to Train Your Dragon, tendo perdido para The Social Network. No mesmo ano compôs a trilha para a animação americana-brasileira Rio, Kung Fu Panda 2, entre outros trabalhos incluindo O Homem do Futuro.
Em suas composições, Powell costuma fazer grandes temas usando instrumentos de sopro, ao mesmo tempo que usa metal, como o vibrafone.
e em 2014 ele estreia o seu primeiro album eletronico chamado "2<tiles>2"que tera 40 musicas.